# Saïd Lahcène
Saïd Lahcène (en arabe : سعيد لحسن), né le 30 novembre 1957, est un judoka algérien.

## Carrière
Saïd Lahcène est médaillé d'or dans la catégorie des moins de 66 kg aux Jeux africains de 1978 à Alger.
Aux Championnats d'Afrique de judo 1985 à Tunis et aux Championnats d'Afrique de judo 1986 à Tunis, il obtient la médaille d'argent dans la catégorie des moins de 71 kg.